# Peter Onorati
Peter Onorati (* 16. Mai 1953 in Boonton, New Jersey) ist ein US-amerikanischer Schauspieler.

## Leben
Onorati wuchs in Boonton, New Jersey auf. Er studierte Managementwissenschaft (Business Administration) am Lycoming College und schloss mit einem Bachelor ab. Der Versuch einer Karriere als Football-Profispieler blieb erfolglos. Später studierte er an der Fairleigh Dickinson University, wo er den Grad Master of Business Administration erwarb. Danach war er unter anderen für die Ford Motor Company tätig.
Onorati debütierte als Schauspieler 1986 in dem Fernsehdrama Wanted: The Perfect Guy. Im darauffolgenden Jahr spielte er in der Komödie Firehouse, in der Julia Roberts in einer kleinen Nebenrolle debütierte. In dem Actionfilm Airborne – Flügel aus Stahl hatte er 1990 eine Rolle an der Seite von Nicolas Cage und Tommy Lee Jones. In der Fernsehserie Joe’s Life übernahm er 1993 die Rolle des Joe Gennaro. In dem Thriller Atemlose Flucht war er im gleichen Jahr neben Victoria Principal in einer der Hauptrollen zu sehen. Weitere Hauptrollen spielte er 1995 in dem SF-Horrorfilm Femme fatale aus dem All und 1998 in dem SF-Actionfilm Tycus – Tod aus dem All, in dem er neben Dennis Hopper auftrat.
Onorati ist mit der Schriftstellerin Jeanette Collins verheiratet und hat drei Söhne. Er lebt in Los Angeles.

## Filmografie (Auswahl)
Film
- 1987: Firehouse... wie die Feuerwehr (Firehouse)
- 1990: Airborne – Flügel aus Stahl (Fire Birds)
- 1990: GoodFellas – Drei Jahrzehnte in der Mafia (Goodfellas)
- 1990: Grüße aus Hollywood (Postcards from the Edge)
- 1993: Atemlose Flucht (River of Rage: The Taking of Maggie Keene)
- 1994: Ferien total verrückt (Camp Nowhere)
- 1995: Femme fatale aus dem All (Not Like Us)
- 1995: Zum Abschuß freigegeben (With Hostile Intent)
- 1995: Herkunft unbekannt (Donor Unknown)
- 1997: RocketMan
- 1998: Tycus – Tod aus dem All (Tycus)
- 1998: True Friends – Wahre Freunde (True Friends)
- 1999: Ein gnadenloser Plan (The Art of Murder)
- 1999: Just Looking
- 2001: Ordinary Sinner
- 2004: The Last Ride
- 2006: All In – Pokerface (All In)

Fernsehserien
- 1986: Junge Schicksale (ABC Afterschool Specials, Folge 15x02)
- 1988–1989: Kate & Allie (4 Folgen)
- 1989: Zurück in die Vergangenheit (Quantum Leap, Folge 2x02)
- 1990: Cop Rock (11 Folgen)
- 1991–1993: Civil Wars (36 Folgen)
- 1994: Geschichten aus der Gruft (Tales from the Crypt, Folge 6x02)
- 1995–1997: Murder One (6 Folgen)
- 1997: Outer Limits – Die unbekannte Dimension (The Outer Limits, Folge 3x04)
- 1997: New York Cops – NYPD Blue (NYPD Blue, 3 Folgen)
- 1998: Nash Bridges (Folge 4x11)
- 2000: Ein Hauch von Himmel (Touched By An Angel, Folge 6x13)
- 2000: Pretender (The Pretender, Folge 4x12)
- 2000: Walker, Texas Ranger (4 Folgen)
- 2000–2001: Sheena – Königin des Dschungels (Sheena, 2 Folgen)
- 2001: Emergency Room (ER, Folge 7x22)
- 2001: Sex and the City (Folge 4x08)
- 2001: Crossing Jordan – Pathologin mit Profil (Crossing Jordan, Folge 1x03)
- 2002: Providence (Folge 4x12)
- 2002: Monk (Folge 1x07)
- 2003: Navy CIS (Navy NCIS, Folge 1x07)
- 2004: JAG – Im Auftrag der Ehre (JAG, Folge 10x07)
- 2005: CSI: NY (Folge 2x03)
- 2005: Ghost Whisperer – Stimmen aus dem Jenseits (Ghost Whisperer, Folge 1x11)
- 2006: Las Vegas (Folge 3x19)
- 2006: Conviction (Folge 1x09)
- 2007: Numbers – Die Logik des Verbrechens (NUMB3RS, Folge 4x07)
- 2007–2008: Boston Legal (3 Folgen)
- 2007–2009: Alle hassen Chris (Everybody Hates Chris, 5 Folgen)
- 2008: Desperate Housewives (2 Folgen)
- 2009: 24 (2 Folgen)
- 2009: Chuck (Folge 2x20)
- 2009: Cold Case – Kein Opfer ist je vergessen (Cold Case, Folge 7x08)
- 2010: The Mentalist (Folge 2x13)
- 2010: In Plain Sight – In der Schusslinie (In Plain Sight, Folge 3x07)
- 2010: Rizzoli & Isles (Folge 1x05)
- 2010: The Glades (Folge 1x08)
- 2011: Castle (Folge 3x20 Die Pizza-Connection)
- 2012: The Big Bang Theory (Folge 5x18)
- 2012: Harry’s Law (Folge 2x21)
- 2012: CSI: Vegas (CSI: Crime Scene Investigation, 2 Folgen)
- 2012: Sons of Anarchy (Folge 5x09)
- 2013: Blue Bloods – Crime Scene New York (Blue Bloods, Folge 3x19)
- 2014: 2 Broke Girls (Folge 3x23)
- 2014: Murder in the First (4 Folgen)
- 2014: The Exes (Folge 4x06)
- 2015: How to Get Away with Murder (Folge 1x12)
- 2015: Battle Creek (Folge 1x02)
- 2017–2019, 2021, 2024: S.W.A.T.
- 2017–2022: This is us
- 2020: Seattle Firefighters – Die jungen Helden (Station 19, 3 Folgen)
- 2020: Mom (1 Folge)
- 2021: The Rookie (Folge 4x06)